# مالاتيا سيباستيا
مالاتيا سيباستيا (الأرمينية: Մալաթիա-Սեբաստիա վարչական շրջան) هي واحدة من 12 مقاطعة في يريفان، عاصمة أرمينيا تقع في الجزء الغربي من المدينة. اعتبارا من عام 2011 بلغ تعداد سكان المقاطعة 132،900 شخص.
اشتق اسم المقاطعة من مستوطنتين أرمينيتين رئيسيتين سابقتين في تركيا المعاصرة هما ملطية وسيواس.
ويحد المقاطعة شمالا منطقة أجابنياك ومقاطعة كينترون شرقا ومنطقة شنغافيت جنوبا. كما لديها حدودا مع مقاطعة آرماوير من الشرق ومقاطعة أرارات من الجنوب الشرقي.

## معرض صور

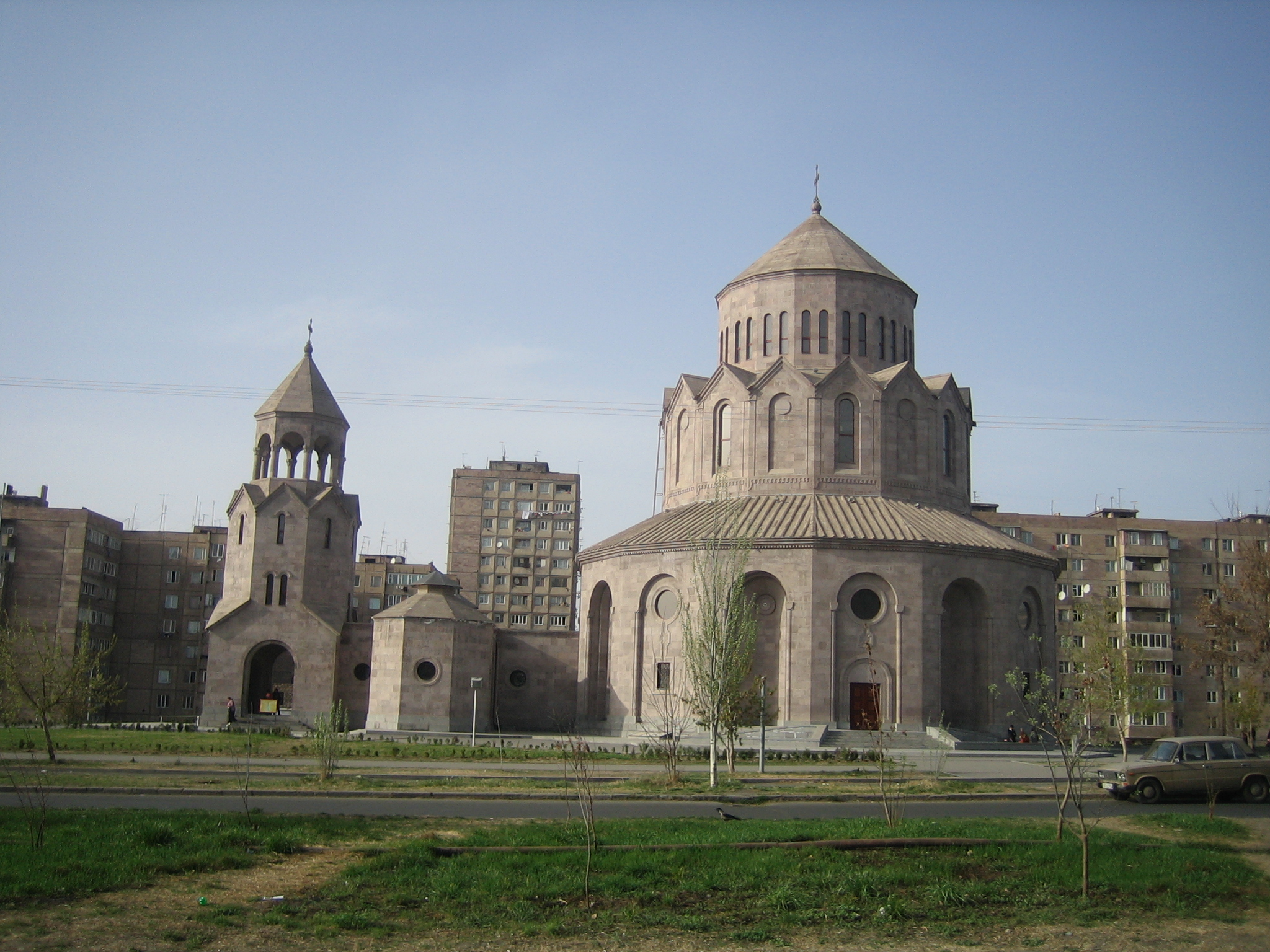
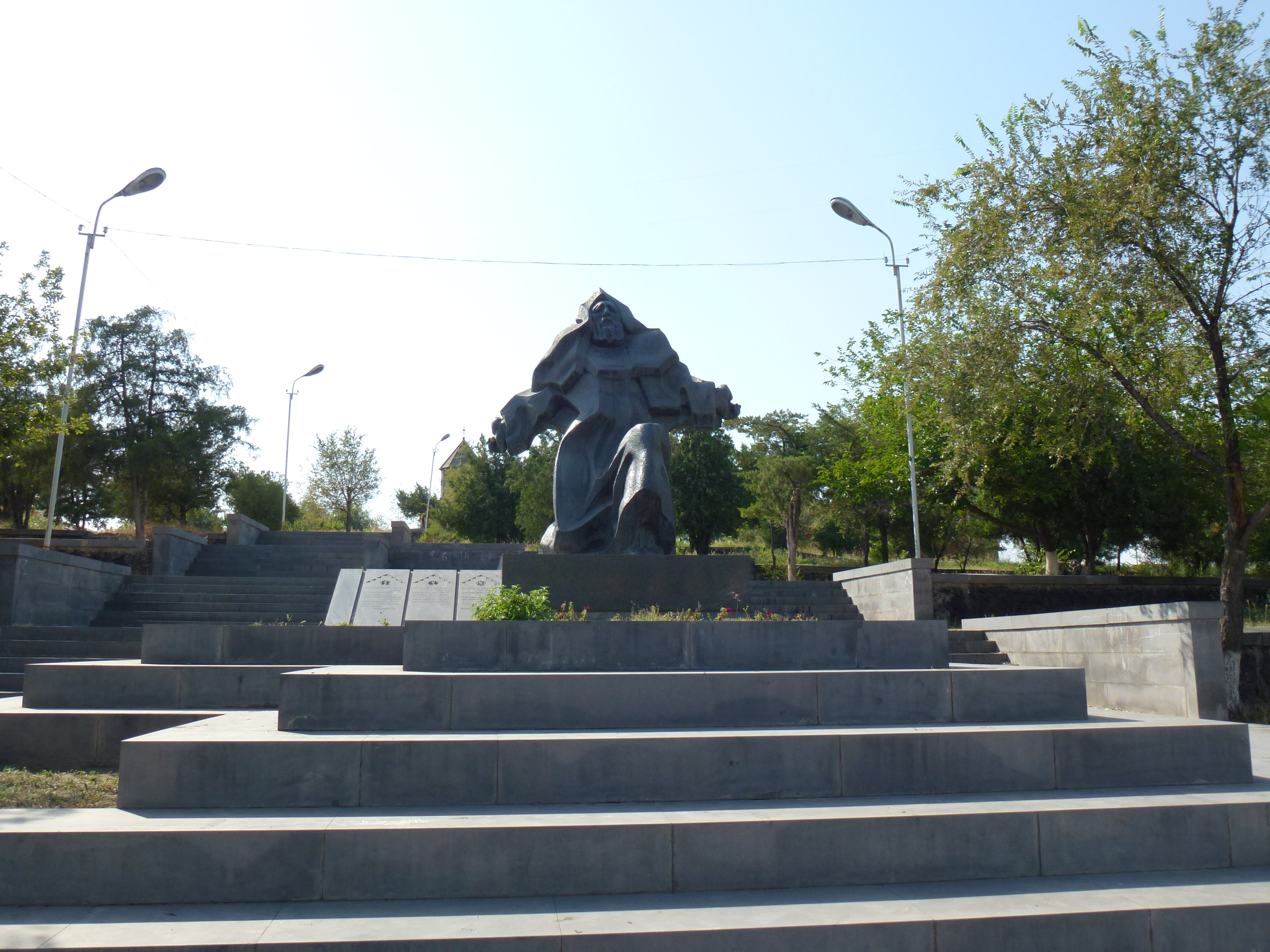
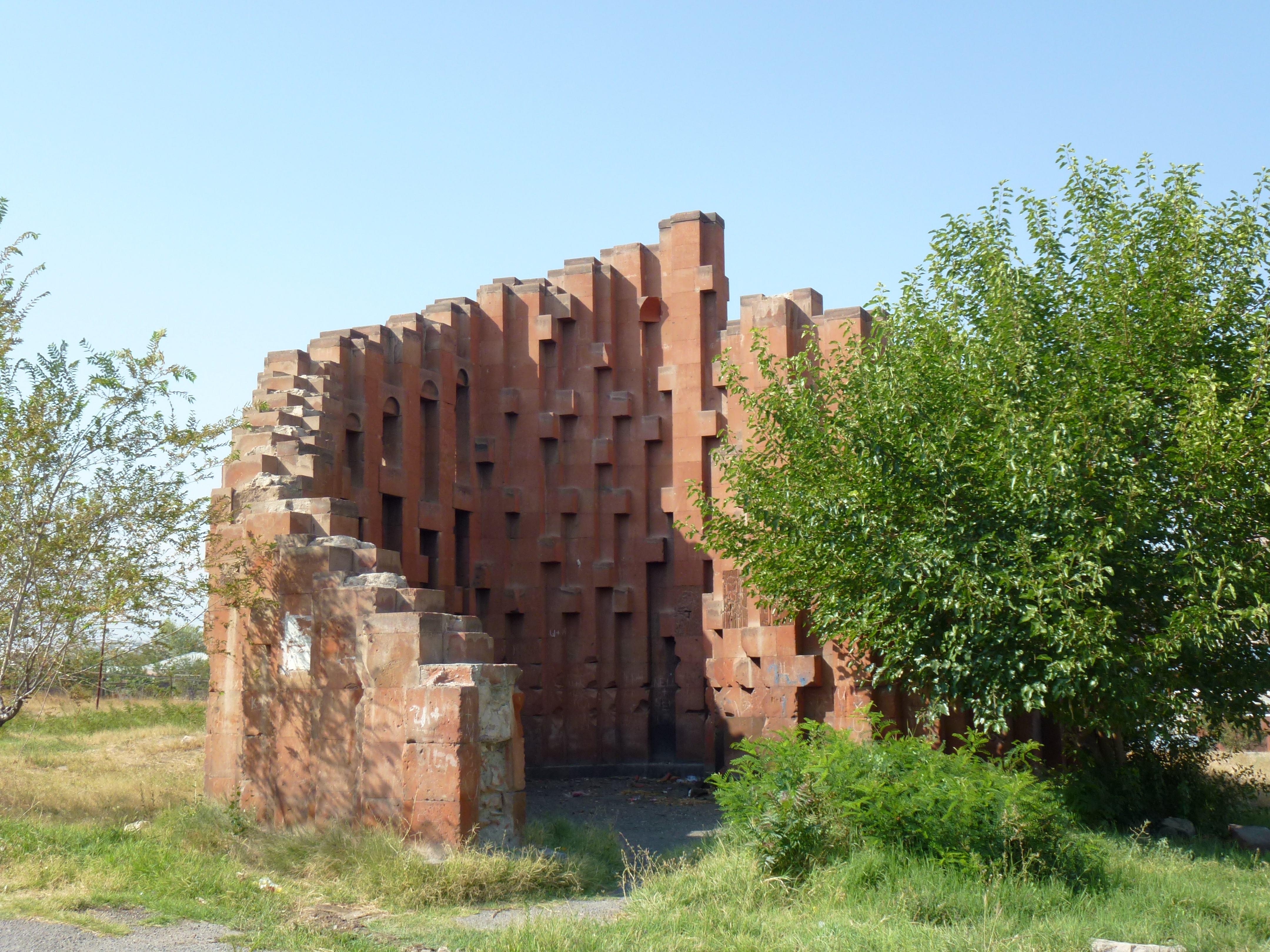
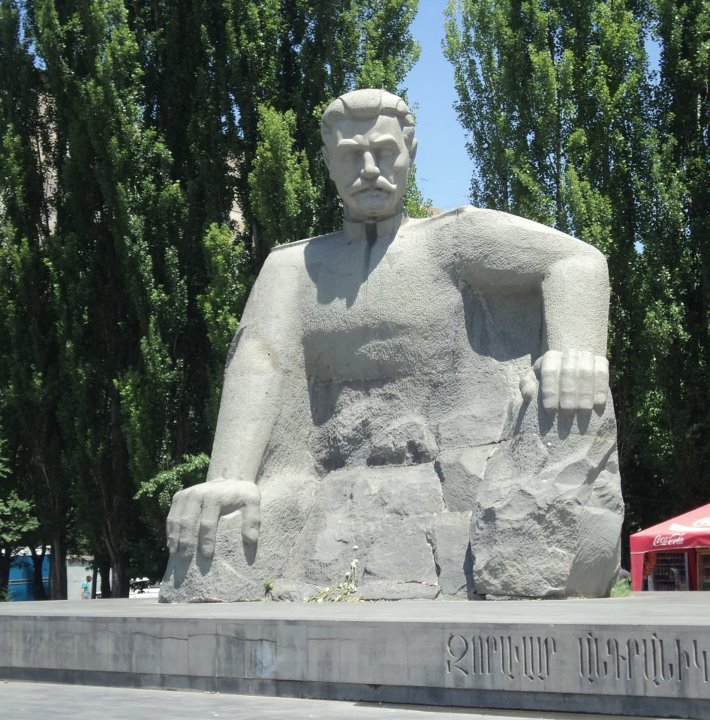
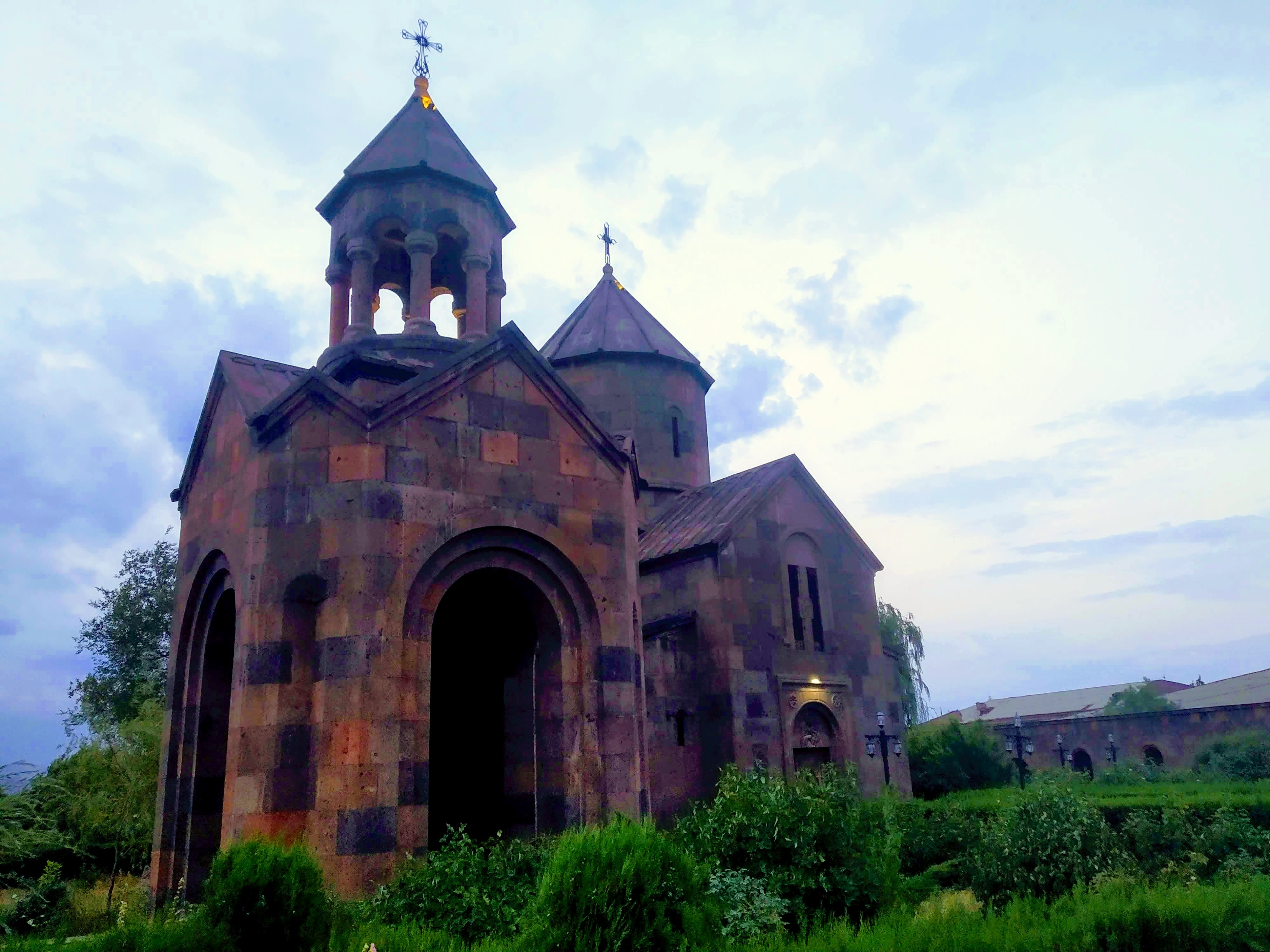